# Leo Leandros
Leo Leandros, Leandros Papathanasiou, född 1923 i Astakos i Grekland, är en grekisk musiker, kompositör och producent som har varit med och komponerat och producerat för artister som Julio Iglesias, Demis Roussos och Nana Mouskouri.